# Witoldów (kolonia w powiecie sochaczewskim)
Witoldów – kolonia w Polsce, położona w województwie mazowieckim, w powiecie sochaczewskim, w gminie Teresin.
W latach 1975–1998 miejscowość należała administracyjnie do województwa skierniewickiego.